# Светозар Рапајић
Светозар Тоза Рапајић (Сплит, 1942) српски је редитељ, педагог, театролог и професор емеритус при Универзитету уметности у Београду.

## Биографија
Светозар Рапајић је гимназију завршио у Новом Саду. Уписао је режију на Академији за позоришну уметност 1961. године, у класи професора Вјекослава Афрића. Како су ове студије у програму прве две године укључивале изучавање режијског поступка у сва четири медија (позориште, филм, радио и телевизија), на трећој години се определио за позоришну режију. Одмах по апсолвирању, 1965. године примљен у тадашње Савремено Позориште, настало спајањем Београдског драмског позоришта и Београдске комедије. Од 1965. до 1973. Светозар Рапајић је стални редитељ Савременог позоришта у Београду.
Званично је дипломирао 1969. године на Академији, која је у међувремену добила назив Академија за позориште, филм, радио и телевизију. Од тада, па све до одласка у пензију 2009. године, биће непрекидно везан за Академију, односно Факултет драмских уметности.

## Педагошки рад
Као асистент, 1971. године почиње да ради на Факултету драмских уметности у Београду, где је биран у сва звања. Године 1979. изабран је за доцента, 1984. за ванредног професора, а 1989. за редовног професора. Године 2009. године је изабран за професора емеритуса.
Предавао је и у разним другим образовним установама:
- У балетским школама у Београду и Новом Саду; Предавао је глуму у Балетској школи Лујо Давичо (1973–1987)[3]
- На Универзитетима у Приштини (Глума, 1992–2009) и Бања Луци (Глума и Позоришна режија, 2000–2009);
- Учитељским факултетима у Београду и Јагодини (Сценска култура);
- Факултетима музичке и примењених уметности;
- Интердисциплинарним студијама Универзитета уметности;
- Филозофском факултету у Љубљани;
- Факултету техничких наука у Новом Саду (програм за сценски дизајн).[2]

## Менторство и докторске студије
Био је члан комисија за одбрану докторских научних и уметничких радова:
- На Факултету драмских уметности у Београду,
- Факултету музичке уметности,
- Филозофском факултету у Новом Саду,
- На Интердисциплинарним студијама Универзитета уметности и
- Универзитета у Новом Саду.[2]

## Функције
Светозар Рапајић је носио следеће функције:
- У више мандата био је шеф Катедре за позоришну и радио режију,
- Председавао је Научним већем,
- Био је продекан (1977–1981) и (1983–1987), декан Факултета драмских уметности (1987–1991) и
- Проректор Универзитета уметности (1991–1998). [2]

За време ових мандата, веома је допринео развоју матичног факултета и за собом је оставио добре основе да се даљи развоји наставе чак и у наступајућим тешким временима. Између осталог, може се рећи да је поставио темеље будућем развоју Сцене "Мата Милошевић" која ће за време декана Љиљане Мркић Поповић, заживети животом отвореног позоришта за јавност у периоду од 2000. до 2003. године.

## Преводилац
Преводио са енглеског, француског, немачког, италијанског и руског језика.

## Награде
- Добитник је Међународне награде за драмску педагогију „Грозданин кикот“, 2006,
- Две Стеријине награде за театрологију:
  - 2014. за књигу: Драмски текстови и њихове инсценације и
  - 2020. за књигу: Музичко позориште као уметничка синтеза,[6]
- Награде „Јоаким Вујић“ за изузетан допринос позоришној уметности 2021. године.[2]

Уметничка односно научно-истраживачка област професора Рапајића јесте позоришна режија, театрологија и музичко позориште.